# Улица Емельянова (Сестрорецк)
Улица Емелья́нова — улица в городе Сестрорецке Курортного района Санкт-Петербурга. Проходит от 4-й до 6-й Тарховской улицы.

## История
Первоначально, с конца XIX века, именовалась Ни́жней улицей. Название было дано как сравнительное по отношению к параллельной Верхней улице.
23 февраля 1959 года улицу переименовали в улицу Емельянова — в честь революционера Н. А. Емельянова. В его доме, расположенном на этой улице (№ 3), в июле 1917 года скрывался от ареста В. И. Ленин. Сегодня здание является объектом культурного наследия регионального значения под названием «Сарай рабочего-большевика Емельянова Н. А., где в июле 1917 г. Ленин В. И. скрывался от Временного правительства». Оно расположено под стеклянным колпаком и входит в Историко-культурный музейный комплекс в Разливе как филиал «Сарай».